# 台灣苯乙烯工業
台灣苯乙烯工業股份有限公司，簡稱台苯，台灣上市企業（臺證所：1310），成立於1979年11月16日，總部位於台北市中正區羅斯福路1段6號8樓，工廠設置在高雄市林園工業區。主要產品為苯乙烯單體、 對二乙苯、甲苯及中間產品乙苯等，可作為化工原料之用。

## 歷史
1979年11月，為配合中華民國政府的經濟建設計劃，中央投資公司配合公股共同投資設立台苯，具國營事業色彩，為中國國民黨黨營企業。台苯與國喬石化及台灣化學纖維並稱台灣苯乙烯三雄。
1987年，台苯進行民營化，股票上市，中國國民黨同時處份了相關股份。台苯民營化後第一任董事長為前中華民國經濟部常務次長張鐘潛，由他經營了13年。
2010年，股市大戶孫鐵漢取得台苯經營權，張鐘潛卸任董事長，劉正元接任董事長。2011年台苯發布財報時，因子公司嚴重虧損，會計師發布「不被接受」的保留意見，傳出掏空消息。
2013年，爆發台苯掏空案，檢方懷疑前台苯董事長張鐘潛與後任天籟集團董事長孫鐵漢在任內涉及掏空台苯資產，台苯股價大跌。經民主進步黨新潮流系大老吳乃仁介紹，由林文淵接任台苯董事長。2015年，台苯經營狀況好轉，開始轉虧為盈。
2016年，台苯爆發經營權之爭。3月14日，台苯總經理吳清典偕同台苯關係企業經營團隊召開聯合記者會抨擊，林文淵坐擁新台幣900萬元年薪卻甚少參與內部經營會議，台苯投資並非台苯關係企業成員，林文淵以台苯投資法人代表身分爭取台苯經營權無正當性；林文淵發表聲明回應，台苯關係企業涉及關係人身分，需保持中立，不應涉入公司派糾紛。3月21日，台苯召開董事會，支持大股東孫鐵漢的董事以多數通過撤換林文淵董事長職務，總經理吳清典接任董事長。4月11日，台苯召開董事會，由吳乃仁女兒吳怡青擔任董事長兼總執行長，吳清典仍任總經理。吳乃仁的子女分別擔任董事長與董事，吳妻詹彩虹也擔任顧問，台苯遭質疑成為家族企業。
2019年1月31日，台苯召開股東臨時會，林文淵與金智富共同率領的市場派團隊成功拿下過半的六席董事，取得公司經營權；股東會結束後也隨即召開董事會，林文淵成功回鍋擔任董事長暨總執行長。

## 外部連結
- 官方网站